# 普里爾比奇
49°53′3″N 23°27′57″E / 49.88417°N 23.46583°E
普里爾比奇（羅馬化：Prylbychi）是烏克蘭的村落，位於該國西部利沃夫州，由亞沃里夫區負責管轄，始建於1371年，面積6.21平方公里，海拔高度264米，2001年人口2,363，人口密度每平方公里380.52人。